# Leopold Abel (Jurist)
Leopold Abel (auch: Anton Leopold Abel * 8. Januar 1824 in Steinbrück; † 20. Oktober 1907 in Hannover) war ein deutscher Jurist, Geheimer Justizrat und Vorsitzender der Hannoverschen Baugesellschaft.

## Leben
Anton Leopold Abel wurde noch im ersten Jahrzehnt des Königreichs Hannover und vor Beginn der Industrialisierung in dem Dorf Steinbrück bei Hildesheim geboren als Sohn des Philipp Abel und der Johanna Luise Knoblauch. Abel studierte ab 1842 Rechtswissenschaften an der Universität Göttingen und wurde 1843 Mitglied des Corps Hannovera Göttingen.
1856 wirkte Abel als Anwalt am Obergericht Hannover, aber auch als Rechtskonsulent für arme Leute.
Wenige Jahre nach dem Bau des Königlichen Opernhauses durch den Hofbaumeister Georg Ludwig Friedrich Laves in der Residenzstadt Hannover war Leopold Abel zudem Mitglied der Intendanz des Hannoverschen Hoftheaters. Mit Datum vom 15. August 1862 wurde Abels Name Teil der Korrespondenz des Schriftstellers Berthold Auerbach mit seinem Freund, dem jüdischen Theologen Jakob Auerbach.
Leopold Abel wurde mit der Verleihung des Titels Geheimer Justizrat geehrt. Nachdem nach der Reichsgründung der hannoversche Architekt, Bauunternehmer und nationalliberale Politiker Ferdinand Wallbrecht zu Beginn der Gründerzeit 1872 die Hannoversche Baugesellschaft gegründet hatte, wurde Abel zum Vorsitzenden der Gesellschaft gewählt.

## Leopoldstraße

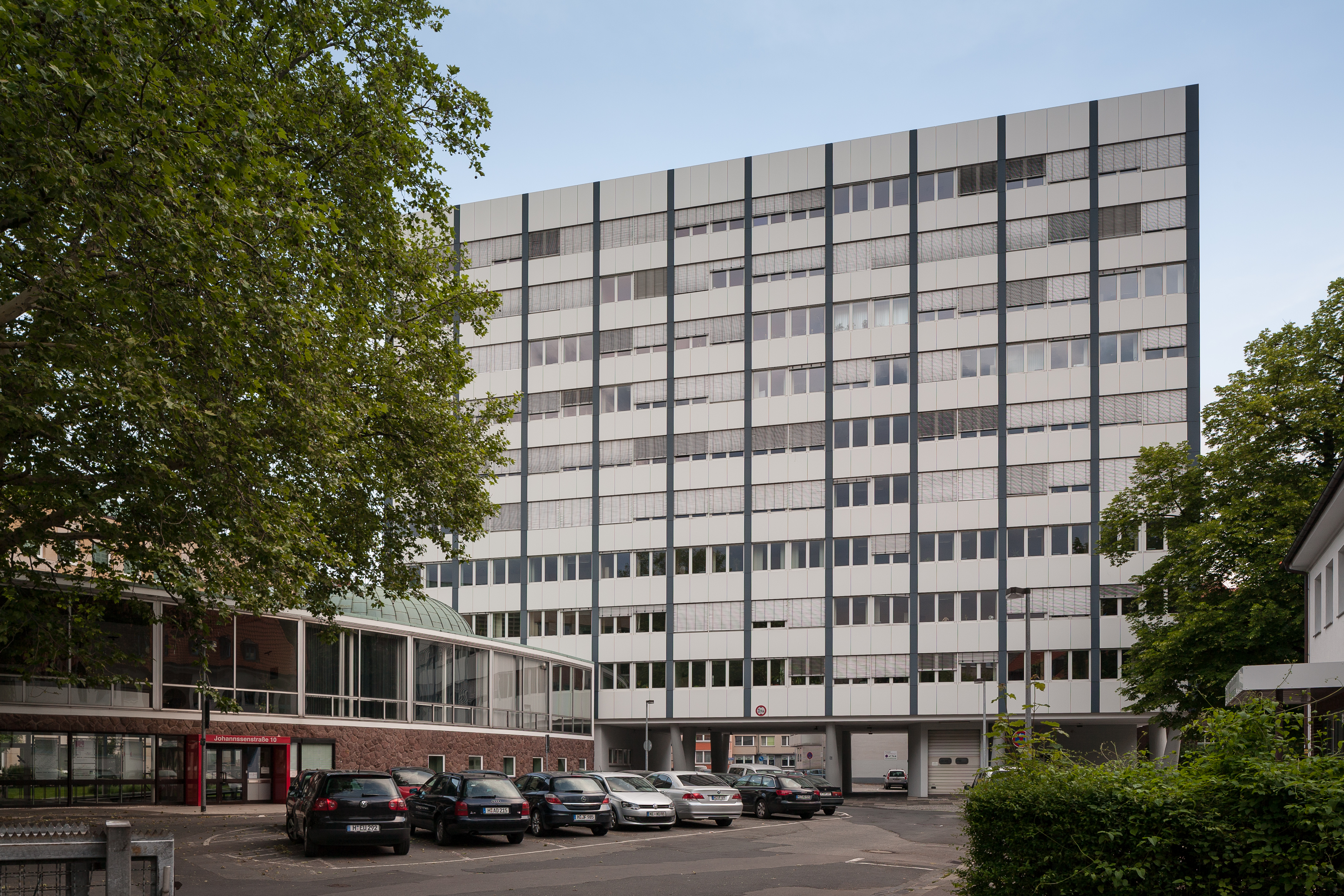
Die ehemalige Leopoldstraße und heutige Johannssenstraße quert der Gebäudekomplex der Landwirtschaftskammer Hannover

Noch zu Lebzeiten von Leopold Abel wurde die 1876 im heutigen hannoverschen Stadtteil Mitte angelegte Leopoldstraße oder Leopoldsstraße nach dem Geheimen Justizrat Leopold Abel benannt. Erst nach dem Zweiten Weltkrieg wurde die Straße 1952 umbenannt in Johannssenstraße nach dem Landesökonomierat und Direktor der Landwirtschaftskammer Hannover, Peter Johannssen.